# Lisztradweg
Der Lisztradweg „B46“ ist ein zirka 28 Kilometer langer Radrundweg im Burgenland.
Er ist nach dem Komponisten Franz Liszt benannt und führt von seinem Geburtsort Raiding über Unterfrauenhaid, Lackenbach, Ritzing, Neckenmarkt, Horitschon zurück nach Raiding. Es gibt zwischen eine Lackenbach und Ritzing die Möglichkeit über eine Querverbindung über Lackendorf nach Raiding abzukürzen.

## Sehenswertes entlang der Strecke
- Raiding: Geburtshaus Franz Liszt, Franz-Liszt-Konzerthaus
- Schloss Lackenbach, Jüdischer Friedhof Lackenbach
- Pfarrkirche Ritzing
- Neckenmarkt: Burg Neckenmarkt, Weinbau- und Fahnenschwingermuseum
- Horitschon: Weinlehrpfad[2]